# Newag 6Dg
Newag 6Dg – spalinowa lokomotywa manewrowa, modernizowana przez zakłady Newag na bazie (ostoja i wózki) lokomotywy serii SM42 produkcji Fablok. Lokomotywa posiada nowy silnik wysokoprężny typu C27, który pozwala na ograniczenie emisji spalin zgodnie z normami, wymaganymi od 2009 roku. Wyposażona jest także w mikroprocesorowy system sterowania. W stosunku do serii SM42 zmieniony został wygląd lokomotywy.

## Geneza

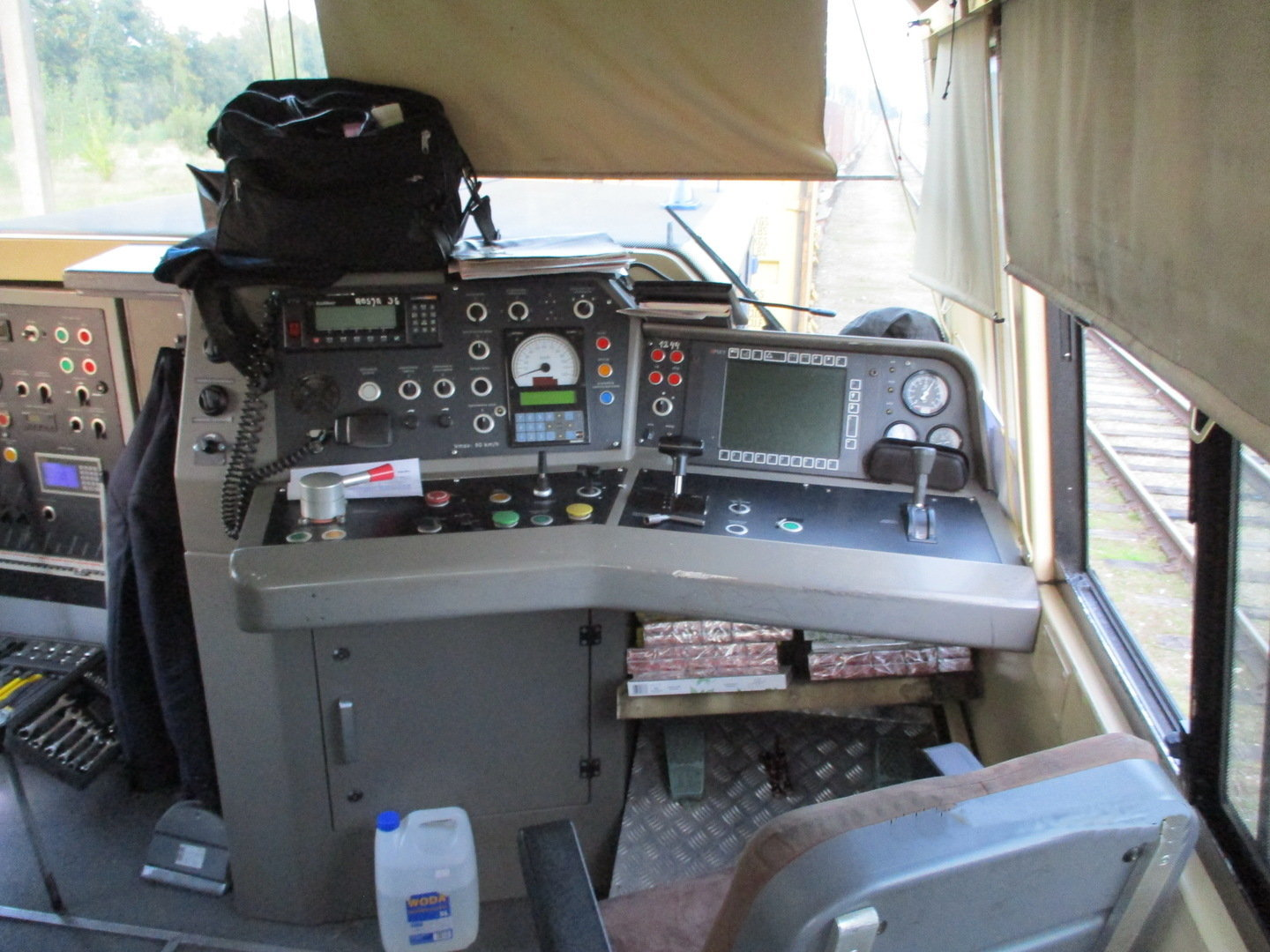
Kabina maszynisty

Lokomotywa typu 6D pozwala nie tylko na manewry, ale również na prowadzenie pociągów pasażerskich i lekkich towarowych, jednakże zestaw napędowy "starej" SM42 był już przestarzały, a konstrukcja tych lokomotyw pochodziła jeszcze z lat 60. Największymi wadami starej konstrukcji były zła widoczność, spowodowana konstrukcją przedziału maszynowego oraz hałas i wibracje, powodowane przez widlasty silnik spalinowy. W ciągu 30-letniego okresu produkcji nie zachodziły w niej, oprócz wózków, większe zmiany. Zaletą były dobre cechy trakcyjne osiągane już w dolnym zakresie prędkości użytkowych silnika a8C22. Próby modernizacji konstrukcji w latach 90. w zasadzie nie wychodziły poza fazę prototypową (SM42-2000). Dopiero w 2007 firma Newag z Nowego Sącza opracowała projekt gruntownej modernizacji lokomotywy SM42. Ze starej lokomotywy pozostały tylko ostoja i wózki jezdne. Modernizację oparto na wysokoobrotowym, wysokodoładowanym (turbosprężarka i intercooler) silniku wysokoprężnym, sprzężonym z prądnicą prądu przemiennego w miejsce prądnicy prądu stałego.

## Eksploatacja
| Państwo        | Przewoźnik           | Liczba sztuk |
| -------------- | -------------------- | ------------ |
| Polska         | ISD Huta Częstochowa | 3            |
| Polska         | Kolprem              | 10           |
| Polska         | Koltar               | 3            |
| Polska         | Orlen Kolej          | 11           |
| Polska         | Industrial Division  | 6            |
| Polska         | PGE GiEK             | 3            |
| Polska         | PKP Cargo            | 121          |
| Polska         | PKP Cargo Service    | 7            |
| Polska         | Rail Polonia         | 1            |
| Polska         | PNUIK Kraków         | 2            |
| Polska         | Pol-Miedź Trans      | 17           |
| Polska         | Trakcja PRKiI        | 3            |
| Polska         | Majkoltrans          | 2            |
| Polska         | Orlen Kolej          | 3            |
| Łączna liczba: | Łączna liczba:       | 187          |

Trzy lokomotywy z pierwszej partii produkcyjnej zamówiło przedsiębiorstwo ISD Huta Częstochowa, a w 2009 jedną PKP Cargo o oznaczeniu SM42-1201 (początkowo SM42-1501). Po udanej eksploatacji próbnej PKP Cargo zdecydowało się zamówić kolejne dwadzieścia egzemplarzy. Dostawy zostały zrealizowane w okresie od lipca 2010 do maja 2011.
W 2011 Newag wygrał przetarg na modernizację 100 lokomotyw dla PKP Cargo. Umowa została podpisana 12 kwietnia 2011.
Na zamówienie 2 sztuk zdecydowało się krakowskie Przedsiębiorstwo Napraw i Utrzymania Infrastruktury Kolejowej. 2 sztuki zamówił również tarnowski Koltar, a 4 sztuki z układem zdalnego sterowania zamówił Pol-Miedź Trans.
W 2012 Pol-Miedź Trans zamówił kolejne 4 sztuki z układem zdalnego sterowania, które zostały odebrane przed końcem roku. Rok później ten sam przewoźnik ponownie wybrał ofertę Newagu w przetargu na modernizację 11 lokomotyw. Umowę podpisano 14 sierpnia 2013.
Koltar również zdecydował się dokupić kolejne 6Dg. Na początku października odebrał swoją trzecią sztukę o numerze 100.
Pod koniec sierpnia 2012 na torach pojawiła się lokomotywa 6Dg-101 w barwach Newagu, zmodernizowana ze środków własnych producenta. Była to część nowej strategii przedsiębiorstwa rozszerzającego działalność o wynajem pojazdów. Pierwszym odbiorcą tego egzemplarza była spółka Lotos Kolej. Sześć zmodernizowanych lokomotyw spalinowych sprzedano do Industrial Division.
W pierwszej połowie kwietnia 2014 Newag podpisał umowę z Lotos Kolej na modernizację 3 lokomotyw z możliwością rozszerzenia zamówienia do 11 sztuk. W połowice lipca 2014 przekazano 2 pierwsze lokomotywy. 
W grudniu 2014 dostarczono pierwszą z trzech lokomotyw dla PGE Elektrowni Turów, a na początku września 2015 eksploatację pierwszego egzemplarza rozpoczęła Trakcja PRKiI.
W marcu 2017 Orlen Kolej podpisał z Newagiem umowę na modernizację jednej lokomotywy 6D do standardu 6dg. Lokomotywa została przekazana przewoźnikowi w styczniu 2018.